# Karl Weierstrass
Pour les articles homonymes, voir Théorème de Weierstrass.
Karl Theodor Wilhelm Weierstrass, habituellement appelé Karl Weierstrass, orthographié Weierstraß en allemand, né le 31 octobre 1815 à Ostenfelde (Province de Westphalie), mort le 19 février 1897 à Berlin, est un mathématicien allemand, lauréat de la médaille Copley en 1895.

## Biographie

### Jeunesse
Karl Theodor Wilhelm Weierstrass naît au sein d'une famille catholique de Westphalie. Il est le premier enfant de Theodora Vonderforst et Wilhelm Weierstrass, inspecteur des impôts, un homme cultivé, qui a des connaissances en chimie et en physique et parle le français à la perfection. La famille mène une existence plutôt confortable, le père souhaite que ses fils obtiennent de belles situations dans l'administration. La mère de Karl meurt alors qu'il n'a que douze ans. Un an après sa mort, Wilhelm épouse en secondes noces Maria Theresa Hölscher. En raison du travail du père, la famille déménage assez souvent. Karl commence l'école primaire à Münster, puis en 1829, on l'inscrit à l'Institut catholique de Paderborn. C'est un excellent élève et il obtient des prix dans plusieurs matières, dont les mathématiques, pour lesquelles il montre de grandes dispositions. Il y apprend les bases de la géométrie, de la trigonométrie et de la théorie des nombres. Karl remporte de nombreux prix d'excellence, en allemand, latin et grec ainsi qu'en poésie. L'Institut catholique de Paderborn possède une bonne bibliothèque scientifique, et l'élève Weierstrass la fréquente assidûment. C'est là qu'il commence à lire régulièrement le Journal für die reine und angewandte Mathematik, mieux connu sous le nom de Crelle. Cette publication joue un rôle décisif dans la carrière de Weierstrass. Pendant sa scolarité à Paderborn, de 1829 à 1834, plusieurs volumes de Crelle paraissent et il peut y lire divers articles et lettres publiés de mathématiciens, parmi lesquels figurent ceux de Niels Henrik Abel, Adrien-Marie Legendre, Charles Gustave Jacob Jacobi et Christoph Gudermann, qui est plus tard l'un de ses professeurs. Plusieurs de ces articles traitent des  fonctions elliptiques, qui deviennent l'un de ses grands centres d'intérêt.

### Études supérieures
C'est ainsi que, par ses propres moyens, il atteint à Paderborn un niveau inattendu de compétence en mathématiques, donne même des cours à son frère Peter et commence à travailler, à quinze ans, comme aide-comptable pour un négociant. À dix-neuf ans, il sort de l'institut catholique, premier de sa promotion. Son père, fort satisfait de ses résultats, l'envoie suivre le cursus d'administration et de finances publiques de l'université de Bonn. Ces cours n'ont pour lui aucun intérêt, il n'y assiste pas et suit plutôt le cours de géométrie de Julius Plücker et, de son propre chef, étudie des ouvrages comme le Traité de mécanique céleste du Français Pierre-Simon de Laplace. Il approfondit son étude des fonctions elliptiques qui l'ont déjà intéressé à Paderborn. Il dévore aussi le Fundamenta nova theoriae functionum ellipticarum du mathématicien allemand Jacobi, paru en 1829. L'abord de cet ouvrage n'était pas aisé, il supposait une connaissance préalable du Traité des fonctions elliptiques du Français Legendre, paru en 1825. Le hasard fait qu'il tombe sur les notes de cours du professeur Christoph Gudermann sur les fonctions elliptiques. À partir de 1836, il devient membre du Corps Saxonia Bonn. À la fin de l'automne 1838, Weierstrass retourne chez son père, physiquement et psychiquement épuisé et lui déclare qu'il ne veut pas devenir fonctionnaire. Un ami de la famille lui conseille de se rendre à Münster pour y suivre une formation en vue de devenir professeur du secondaire. Le 22 mai 1839, il s'inscrit à l'Académie théologique et philosophique de Münster, où il fait la connaissance de Christoph Gudermann, qui a été disciple de Carl Friedrich Gauss. Gudermann est fasciné par les fonctions elliptiques et, en 1839, consacre au sujet un cours introductif basé sur le livre de Jacobi, que Weierstrass suit assidûment. Au mois de mai 1840, il participe aux épreuves écrites et orales qui portent sur la philosophie, les mathématiques et la pédagogie. Après la réussite des épreuves orales d'avril 1841, il obtient le diplôme qui fait de lui un enseignant du secondaire. Convaincus des talents de mathématicien de leur élève, ses professeurs de mathématiques, Gudermann et Karl Dietrich von Munchow, lui conseillent vivement de ne pas abandonner ses recherches mathématiques.

### Professeur du secondaire
Une fois son diplôme obtenu, Weierstrass parachève sa formation pratique à Münster même. Puis, à l'automne 1842, il est nommé à l'Institut catholique secondaire de Deutsch-Krone (en Poméranie occidentale, aujourd'hui Walcz, en Pologne), où il est enfin nommé, à l'âge de vingt-six ans, au poste de professeur titulaire de mathématiques et de physique. Il assure ses fonctions à Deutsch-Krone jusqu'en 1848 tout en continuant de se plonger dans les travaux de mathématiciens comme Abel qu'il admire particulièrement. Au cours de la première année, il rédige trois articles sur la théorie des fonctions d'une variable complexe — ou  fonctions holomorphes —, qui posent les bases de ses futures découvertes. En 1843, il fait paraître dans les comptes-rendus professoraux annuels de son Institut un travail intitulé Bemerkung über die analitischen Fakultäten, qui aborde un sujet directement lié aux recherches de Crelle, mais n'attire pas l'attention de la communauté scientifique. À l'automne 1848, il est promu et muté à Braunsberg (en Prusse-orientale, aujourd'hui Braniewo en Pologne) où il est professeur de l'Institut catholique pendant six années. Il y dispose d'une petite bibliothèque et le directeur soutient ses recherches. C'est à cette époque qu'il obtient des résultats importants concernant les fonctions abéliennes, une généralisation naturelle des fonctions elliptiques. Vers 1850, Weierstrass commence à souffrir de vertiges, ces malaises durent une douzaine d'années. En septembre 1852, il apprend le décès de Christoph Gudermann à Münster et c'est peut-être de ce moment que date sa décision de rédiger un mémoire sur les fonctions abéliennes intitulé Zur Theorie der Abelschen Functionen qui paraît dans le no 47 du  Journal de Crelle. La nouvelle de la parution de l'article parvient à l'université de Königsberg où Friedrich Julius Richelot, un disciple de Jacobi, comprend l'importance des résultats de Weierstrass et persuade les responsables de son université de lui accorder un doctorat honoris causa, ce qui est fait le 31 mars 1854. Le ministre prussien de l'Éducation le promeut au rang de professeur titulaire de l'Institut et lui accorde une exemption de cours pour l'année scolaire 1855-1856 afin qu'il se consacre à ses recherches en toute liberté, sans devoir assurer d'enseignements. L'article est traduit en français et publié la même année dans le Journal de mathématiques pures et appliquées. Parmi les mathématiciens qui font l'éloge du texte, se trouve Cauchy, dont le nom est lié par la suite à l'œuvre de Weierstrass. En 1856, il publie dans Crelle un article intitulé Theorie der Abel'schen Functionen où il donne la démonstration des résultats qu'il n'avait fait que décrire en 1854, ce qui donne une impulsion considérable à la théorie des fonctions abéliennes. Cette réussite est celle qui le conduit enfin à Berlin. Les quinze années durant lesquelles il est professeur du secondaire sont parmi les plus fécondes de sa vie de mathématicien.

### Professeur d'université
Kummer et Dirichlet interviennent pour que Weierstrass soit recruté à Berlin. On lui propose donc un poste de professeur au Königliches Gewerbeinstitut (Institut industriel), et le 14 juin 1856, il arrive dans la capitale de la Prusse. Un mois plus tard, on lui offre un poste de professeur associé à la prestigieuse université Humboldt de Berlin. Il accepte aussitôt cette proposition, un accord avec l'Institut industriel lui permettant d'assurer des cours dans les deux institutions. Le 19 novembre 1856, Weierstrass est distingué une nouvelle fois en étant élu à l'Académie des sciences de Berlin. Cette nomination s'accompagne du droit de donner des cours et des conférences selon ses propres choix et intérêts. Il s'installe à Berlin avec ses deux sœurs, Klara et Elisa. Après le décès de leur belle-mère, en 1859, ils sont rejoints par leur père qui passe à Berlin les dernières années de sa vie.
Weierstrass déploie à Berlin une intense activité, il doit assurer douze heures de cours hebdomadaires à l'Institut industriel et deux cours complets à l'université. On appelle parfois la période s'étalant entre 1855 et 1892 la « période héroïque » ou « l'ère Kummer - Weierstrass - Kronecker » de l'université de Berlin. Les premiers cours de Weierstrass ont lieu pendant l'hiver de l'année universitaire 1856-1857, et ils traitent de physique. À partir de l'été 1857, il aborde les fonctions analytiques et elliptiques, qui deviennent rapidement un élément essentiel de ses cours. Il aborde pour la première fois les fondements de l'analyse en 1859-1860. Ses problèmes de santé ne lui laissent pas de répit et, le 16 décembre 1861 il a un malaise dont les suites lui interdisent toute activité scientifique et d'enseignement. Il ne reprend son activité qu'au cours de l'hiver 1862-1863. Après cet épisode, son état de santé demeure fragile : une bronchite et une phlébite l'affaiblissent considérablement, il souffre de vertiges et il fait souvent cours, assis dans un fauteuil d'où il peut voir son auditoire et un tableau noir, sur lequel un disciple est chargé d'écrire. Cela ne l'empêche pas d'être nommé professeur titulaire le 2 juillet 1864, ce qui garantit qu'il restera à Berlin jusqu'à la fin de sa carrière. Lorsqu'il est titularisé, il donne des cycles de cours, qui durent en général deux ans et sont organisés en quatre semestres. Il y aborde les thèmes suivants : la théorie des fonctions analytiques, la théorie des fonctions elliptiques, la théorie des fonctions abéliennes et les applications des fonctions elliptiques à la géométrie et à la mécanique. Il consacre certains cours au calcul des variations, qui est une généralisation du calcul élémentaire des maximums et des minimums des fonctions d'une variable réelle, dans lequel les variables sont des fonctions. Il s'intéresse à la théorie des formes bilinéaires et quadratiques, laquelle fait partie de l'algèbre linéaire. Toutefois, ses découvertes les plus importantes concernent l'analyse : il s'y intéressait déjà lorsqu'il était élève-professeur du secondaire à Münster. Ses cours d'analyse durent jusqu'en 1889. Au cours de sa dernière leçon il expose une de ses grandes découvertes, le théorème d'approximation.
Karl Weierstrass est mort le 19 février 1897 des suites d'une pneumonie, à l'âge de quatre-vingt-un ans. Il est inhumé dans le cimetière Saint-Edwige de Berlin (de), dans le centre de Berlin. En 1961, la construction du mur de Berlin a imposé de déplacer ses restes dans une nouvelle sépulture, située à quelques mètres de la première.

### Le séminaire de mathématiques
En 1859, Weierstrass et Kummer présentent une requête au ministère de la Culture concernant la création d'un séminaire de mathématiques, qui commence ses activités en 1860. Pendant l'année universitaire, les étudiants doivent suivre de nombreux cours de mathématiques, les plus fréquentés étant ceux de Kummer, Kronecker et, bien sûr Weierstrass. Kronecker aborde la théorie des nombres, les équations algébriques, les intégrales simples et multiples et la théorie des déterminants. Kummer s'intéresse à la géométrie analytique, à la mécanique, à la théorie des surfaces et à la théorie des nombres.
La première séance a lieu le 8 mai 1861 et l'idée est de réunir les meilleurs étudiants autour de discussions sur une grande variété de problèmes mathématiques pour leur permettre d'approfondir leur connaissance du domaine. Douze étudiants sont choisis en fonction de leurs résultats universitaires et de leur dossier de recherches. Le séminaire tient ses séances pendant vingt ans. Chaque année, un problème est proposé dont la résolution donne lieu à l'attribution d'un prix de recherche très prisé. Pendant cette période, l'université connaît un développement exceptionnel. Si l'on veut apprendre les mathématiques, on se doit de suivre les cours de Weierstrass et de ses collègues à Berlin, et participer au séminaire et autres activités.

## Contributions mathématiques
Il crée avec Alfred Enneper une classe complète de paramétrisations (en).
Karl Weierstrass est souvent cité comme « le père de l'analyse moderne ». Il consolide des travaux de Cauchy sur les nombres irrationnels et leur donne une nouvelle compréhension.

### Fiabilité de l'analyse
Weierstrass étudie la fiabilité de l'analyse, dont il propose une construction logique rigoureuse. À cette époque, les démonstrations de l'analyse s'appuient sur des définitions ambiguës, d'où la nécessité de nouvelles définitions. Tandis que Bolzano a développé une définition suffisamment rigoureuse des limites dès 1817 (et peut-être même auparavant), ses travaux restent quasi inconnus de la communauté mathématique pendant des années, et d'autres mathématiciens éminents, comme Cauchy, ne donnent que de vagues définitions de la limite et de la continuité d'une fonction[réf. souhaitée]. En 1861, Weierstrass définit la continuité comme suit :

{\displaystyle f} est continue en {\displaystyle x_{0}} si, pour tout réel {\displaystyle \varepsilon } strictement positif, il existe un réel {\displaystyle \delta } strictement positif tel que, si {\displaystyle x} est à une distance de {\displaystyle x_{0}} strictement inférieure à {\displaystyle \delta }, alors la valeur de la fonction {\displaystyle f} en {\displaystyle x} est à une distance strictement inférieure à {\displaystyle \varepsilon } de la valeur de la fonction {\displaystyle f} en {\displaystyle x_{0}}.
Sous forme symbolique : 
{\displaystyle f\in C^{0}(x_{0})\Leftarrow \left(\forall \varepsilon >0,\exists \delta >0:|x-x_{0}|<\delta \Rightarrow |f(x)-f(x_{0})|<\varepsilon \right)}
Weierstrass formula également une définition de la limite et de la dérivée « en {\displaystyle (\varepsilon ,\delta )} », telle qu'on l'enseigne généralement aujourd'hui.
Avec ces nouvelles définitions, il put donner des démonstrations rigoureuses de plusieurs théorèmes qui reposent sur des propriétés des nombres réels jusqu'alors tenues pour intuitives, tels le théorème des valeurs intermédiaires, le théorème de Bolzano-Weierstrass et le théorème de Borel-Lebesgue.

### Fonction de Weierstrass
Le 18 juillet 1872, Weierstrass expose à l'Académie royale des sciences de Berlin l'exemple d'une fonction continue partout et dérivable nulle part, appelée aujourd'hui fonction de Weierstrass, qu'il enseigne dans ses cours depuis 1861. Il cause ainsi une grande surprise dans le monde mathématique : on croyait d'ordinaire qu'une fonction continue en tout point était nécessairement dérivable, sauf peut-être en quelques points.
Le manuscrit Functionenlehre de Bernard Bolzano, rédigé avant 1834, contient un autre exemple, mais il n'est exposé qu'en 1921 et publié en 1930.

### Calcul des variations
Weierstrass fait aussi des avancées significatives dans le champ du calcul des variations. En utilisant les outils de l'analyse qu'il a contribué à développer, Weierstrass peut reformuler complètement la théorie, ce qui ouvre la voie à l'étude moderne du calcul des variations. Weierstrass établit par exemple une condition nécessaire à l'existence d'un extremum global de problèmes variationnels. Il contribue à l'expression de la condition de Weierstrass-Erdmann (en), qui donne les conditions suffisantes pour qu'un extremum ait un coin.

### Articles détaillés
- Équation de Weierstrass
- Fonction elliptique de Weierstrass
- Fonction de Weierstrass
- Théorème de Bolzano-Weierstrass
- Théorème de factorisation de Weierstrass
- Théorème de Lindemann-Weierstrass
- Théorème d'approximation de Weierstrass et théorème de Stone-Weierstrass
- Théorème de Weierstrass-Casorati
- Théorème de préparation de Weierstrass
- Théorème de Weierstrass aussi appelé théorème des bornes

## Publication de ses œuvres
Weierstrass craint que si ses travaux ne sont pas publiés, ils tomberont dans l'oubli. Cette inquiétude est infondée, étant donné le nombre de ses disciples dans toute l'Europe qui poursuivent ses recherches. On décide en 1885 de mettre sur pied une commission chargée de l'édition de ses œuvres complètes, avec l'aide des étudiants et de leurs notes de cours. Weierstrass tient à ce que leur publication présente toutes les garanties de rigueur et d'exactitude. Pour lui, le plus important n'est pas qu'il en soit l'auteur, ni même qu'il soit cité, mais que cela contribue au progrès de la connaissance. Le premier volume paraît en 1894 et le deuxième en 1895, peu avant sa mort. Les cinq volumes suivants paraissent entre 1902 et 1927, grâce aux efforts de ses disciples Johannes Knoblauch (1855-1915) et Georg Hettner (1854-1914). Ses œuvres complètes sont réimprimées en 1967.

## Disciples de Weierstrass
Weierstrass a eu quarante-deux disciples directs, qui ont soutenu leur thèse sous sa direction, et plus de trois mille étudiants. Parmi les premiers on compte Georg Cantor, Ferdinand Georg Frobenius, Lazarus Fuchs, Leo Königsberger, Hermann Schwarz, Wilhelm Killing, Hans von Mangoldt et Carl Runge.
Les étudiants dont il dirige la thèse finissent par occuper des postes importants dans différentes universités. On raconte que lorsque le mathématicien suédois Gösta Mittag-Leffler arriva à Paris en 1873 pour étudier l'analyse avec Charles Hermite, celui-ci lui dit : « Vous faites erreur, monsieur, vous devez suivre les cours de Weierstrass à Berlin. C'est notre maître à tous », conseil que Mittag-Leffler s'empressa de suivre.
Sofia Kovalevskaïa, brillante disciple de Weierstrass, mérite une mention à part. Née à Moscou, elle est une pionnière de l'égalité entre les sexes dans les sciences. Ses dons pour les mathématiques se sont manifestés dès son plus jeune âge. À l'époque, les femmes ne sont pas censées poursuivre des études, et elle a le plus grand mal à être admise à l'université. Bien conseillée, elle décide de se rendre à Berlin pour suivre les cours de Weierstrass et poursuivre des études commencées à Heidelberg. C'est la raison pour laquelle Weierstrass lui donne des cours particuliers pendant près de quatre ans.

## Hommages
- En 1885, Weierstrass fête ses soixante-dix ans. On lui offre à cette occasion un album de photos qui contient plus de trois cents portraits d'anciens élèves de Kummer, Kronecker et lui-même.
- À l'occasion de ses quatre-vingts ans, un nouvel hommage est organisé, réunissant ses élèves, ses amis et ses collègues. Au cours de cet hommage émouvant, il est traité comme une sorte de héros national.
- En 1976, on baptise en son honneur un cratère qui se trouve dans la partie orientale de la Lune.
- L'astéroïde de la ceinture principale (14100) Weierstrass, découvert le 8 septembre 1997, porte son nom.
- En 1997, des journées sont organisées pour célébrer le centenaire de sa mort
- Trois villes qui ont joué un rôle important dans la vie de Weierstrass, Ostenfelde, Münster et Paderborn ont honoré sa mémoire en baptisant des rues Weierstrass
- La faculté d'ingénierie électrique, informatique et mathématique de l'université de Paderborn attribue chaque année un prix Weierstrass pour récompenser l'excellence en matière d'enseignement
- Une salle de conférences de l'université de Berlin porte son nom
- Depuis 2015, son tombeau est entretenu par le Weierstraß-Institut für angewandte Analysis und Stochastik[n 11],[21].

## Distinctions académiques
- Doctorat honoris causa de l'université de Königsberg en 1854
- Élection à l'Académie de Berlin en 1856
- Doyen de la faculté de Philosophie de l'université de Berlin dans les années 1870
- Recteur de l'université de Berlin dans les années 1870
- Membre de la Royal Society
- Croix de chevalier Pour le Mérite de l'État allemand, en 1875
- Éditeur, avec Kronecker, du Journal de Crelle, de 1881 à 1888
- Médaille Cothenius et Médaille Helmholtz en 1887
- Médaille Copley en 1895
- Membre honoraire étranger de l'Académie américaine des arts et des sciences[22].